# 현상금
현상금(懸賞金)은 사람이 원하고자 하는 바를 다른 사람 혹은 사람들이 해주기를 원할 때 거는 돈이다. 현상금을 건 목적을 타인이 성취하여 건 사람에게 알리거나 구체적 물건을 줄 때 현상금을 건 사람은 현상금을 대가로 지불하게 된다. 이와 비슷한 의미로 사례 한다.라고도 쓰이지만 용도가 상황에 따라 조금 다르다. 현상금은 주로 경찰이 범인을 체포하기 위해 몽타주 등을 비롯한 범인의 신상 정보를 제공하고, 범인 목격 신고 및 체포 시 현상금을 제공하는 식으로 쓰인다.

## 같이 보기
- 현상수배

1. ↑  “Bounty (reward)”. 《Bounty (reward)》.